# Иван Маљевић
Иван Маљевић (Гацко, СР Босна и Херцеговина, 1979) српски је одбојкашки тренер.

## Биографија
Маљевић је рођен у Гацку, у Херцеговини, у тадашњој Социјалистичкој Републици Босни и Херцеговини, данас у Републици Српској. Током одбојкашке каријере играо је за неколико клубова у Републици Српској и Србији. Дипломирао је спортски менаџмент у Београду и 2004. године псоветио се каријери одбојкашког тренера.
У периоду од 2004. до 2016. године био је тренер ЖОК Гацко са којим је постигао велике резултате. Освојио је двије титуле Шампиона Републике Српске и клуб учинио стабилним премијерлигашем. Са екипом ЖОК Гацко освојио је Куп Босне и Херцеговине 2014. године и четири пута био финалиста овог такмичења, три пута је био вицепрвак Босне и Херцеговине, а под његовим вођством клуб је по први пут учествовао у међународним такмичењима и то три године узастопно.
У сезони 2015/16 екипа ЖОК Гацко под вођством Маљевића заузела је прво мјесто на табели Премијер лиге БиХ али је у финалу разигравања за првака поражена од екипе ЖОК Бимал Јединство из Брчке. Клуб је у овој сезони освојио бронзану медаљу на БВА Балканском купу клубова у Лајковцу, те играо финале Купа Републике Српске и Купа Босне и Херцеговине.
На крају сезоне Маљевић је након 12 година на клупи Гацка напустио клуб али и поред очекивања јавности да каријеру настави у иностранству, преселио се у Требиње и посветио се раду са најмлађима у Одбојкашком клубу Леотар.
Маљевић је био и селектор женске јуниорске репрезентације Босне и Херцеговине и помоћник селектора женске сениорске репрезентације БиХ, у периоду када је селектор репрезентације био Горан Хаџић.
Његова супруга Маја Маљевић провела је цјелокупну играчку каријеру као одбојкашица ЖОК Гацко, од чега више од 10 година као капитен овог клуба. 